# Corrado Balducci
Monsignor Corrado Balducci, född 11 maj 1923, död 20 september 2008 i Italien, var en italiensk katolsk teolog baserad i Vatikanstaten. Han har skrivit ett antal böcker om underliggande meddelanden inom rockmusiken, besittningar av demoner och utomjordingar. Balducci var oftast med på TV där han pratade om satanism, religion och utomjordiskt liv.

## Utbildning
Balducci studerade vid Pontificia Accademia Ecclesiastica, ett institut där man utbildas till kyrkoambassadör, och avlade examen 1954.

## Utomjordingar
Balducci har sagt att kontakt med utomjordingar är verkligt. Han menade att utomjordingar inte är demoner, men att fenomenet måste studeras noggrant. Han påstod också att Vatikanen har följt upp rapporter angående utomjordisk kontakt i andra länder.

## Verk

### Böcker
- The Devil "Alive and Active in Our World" (1990)
- Adoratori del Diavolo e Rock Satanico (1991)
- Il Diavolo (1994)
- O Diabo: ...Vivo e Atuante no Mundo (2004)

### Webbfilmer
- Safespace - Fastwalkers - Vintern 2006